# Stephen Shellen
Stephen Shellen (Victoria (Brits-Columbia), 17 juni 1957) is een Canadees/Amerikaans acteur.

## Carrière
Shellen begon in 1982 met acteren in de film Spring Fever. Hierna heeft hij nog meerdere rollen gespeeld in films en televisieseries zoals Casual Sex? (1988), The Bodyguard (1992), Gone in 60 Seconds (2000) en Nikita (1997-2001).

## Filmografie

### Films
Selectie:
- 2000 Gone in 60 Seconds – als exotische autoverkoper
- 1992 The Bodyguard – als Tom Winston
- 1992 A River Runs Through It – als Neal Burns
- 1988 Casual Sex? – als Nick
- 1984 Gimme an 'F' – als Tommy Hamilton
- 1982 Spring Fever – als Andy

### Televisieseries
Uitgezonderd eenmalige gastrollen.
- 1997 – 2001 Nikita – als Marco O'Brien – 5 afl.
- 1994 Due South – als Eddie Beets – 2 afl.
- 1992 North of 60 – als Al Bishop – 3 afl.
- 1990 – 1991 Counterstrike – als Luke Brenner – 23 afl.
- 1985 Hollywood Wives – als Randy – 3 afl.

### Computerspellen
- 2013 Deus Ex: Human Revolution - Director's Cut - als David Sarif
- 2011 Deus Ex: Human Revolution – als David Sarif

- Biblioteca Nacional de España: XX1266185
- Bibliothèque nationale de France: cb14226777f (data)
- International Standard Name Identifier: 0000 0001 1479 4970
- Library of Congress Control Number: no2010010354
- Virtual International Authority File: 106897186
- WorldCat: E39PBJqqy3vBcpWj89TckdKrv3